# Arcieparchia di Beirut e Jbeil

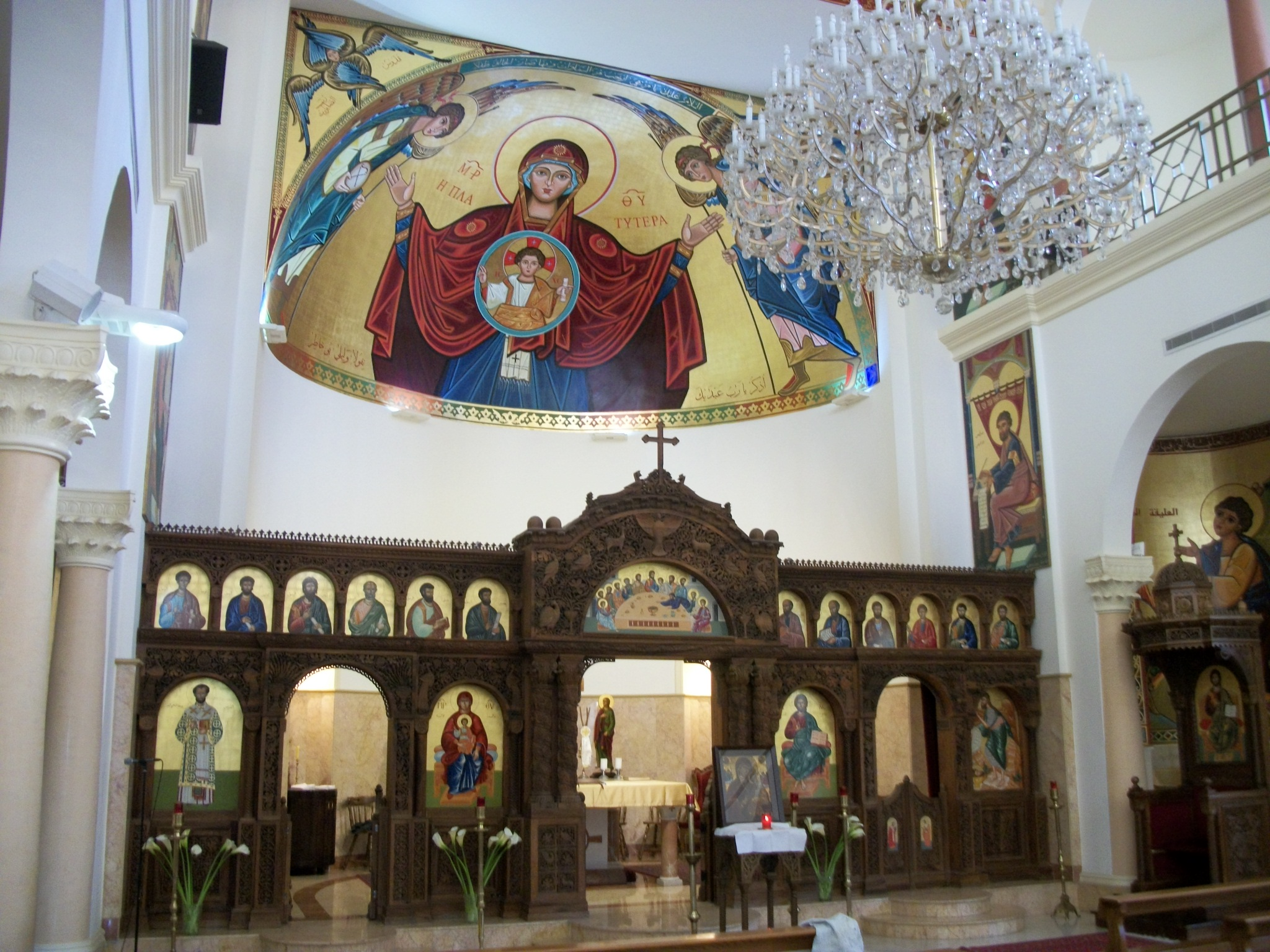
Interno della cattedrale di Beirut.

L'arcieparchia di Beirut e Jbeil (in latino Archieparchia Berytensis et Gibailensis graecorum melkitarum) è una sede metropolitana senza suffraganee della Chiesa cattolica greco-melchita in Libano. Nel 2022 contava 200.000 battezzati. È retta dall'arcieparca Georges Bacouni.

## Territorio
L'arcieparchia comprende la città di Beirut, capitale del Libano, e buona parte del Governatorato del Monte Libano.
Sede arcieparchiale è la città di Beirut, dove si trova la cattedrale di Sant'Elia.
Il territorio è suddiviso in 90 parrocchie.

## Storia

### Sede di Jbeil
Jbeil corrisponde all'antica diocesi bizantina di Byblos, i cui vescovi sono documentati dal IV secolo fino alla metà del VI secolo. Dopo non si conosce più nulla di questa antica sede. In epoca crociata, la città, nota con il nome di Gibel (Giblet) o Zibelet, fu conquistata dagli europei, che vi fondarono una diocesi di rito latino, attestata dalla metà del XII secolo fino al termine del secolo successivo.
Dal X al XVIII secolo non si hanno più notizie di una diocesi di rito bizantino a Jbeil, il cui territorio era incluso in quello dell'eparchia di Beirut. Nel 1724 il patriarcato di Antiochia si divise in due rami, quello greco-ortodosso e quello greco-cattolico (o melchita). Nel patriarcato cattolico si celebrarono diversi sinodi tra il 1724 e il 1790, e in nessuna occasione negli atti sinodali risulta esistere un'eparchia cattolica a Jbeil. Nel sinodo melchita del 1790 fu ridefinito il numero delle diocesi del patriarcato, tra cui non c'era quella di Jbeil.
Tuttavia alcuni documenti menzionano per questo periodo un vescovo di questa sede, Demetrios Kioumgi, consacrato nel 1759 e deceduto nel mese di luglio del 1779. Un altro vescovo, Clemente Tabib, fu consacrato nel gennaio 1789 e morì forse nel 1802; di certo non era presente al sinodo patriarcale del 1806. Probabilmente questi vescovi non presero mai possesso della loro sede e non ebbero una vera e propria giurisdizione sul territorio di Jbeil.
Infatti, ogni tentativo di restaurare la sede di Jbeil trovò sempre l'energica opposizione del vescovo di Beirut Ignazio Sarrouf. Nel 1798 il patriarca Agapio III Matar si propose di restaurare l'eparchia e nominò Clemente Badra. Sarrouf si rifiutò di accettare tale erezione e si appellò alla Santa Sede. Propaganda Fide confermò la creazione della diocesi di Jbeil, ma con la clausola che alla morte di Clemente Badra il territorio sarebbe ritornato a Beirut. Fallirono invece i tentativi di nominare per la sede di Jbeil il vescovo Hanna Ajjoury all'inizio dell'Ottocento.
Con l'elezione di Agapios Riashi sulla sede di Beirut nel 1828 la situazione giuridica si risolse in via definitiva. Infatti il nuovo vescovo fu riconosciuto con il doppio titolo di "metropolita di Beirut e di Gibail". Lo stesso Riashi sottoscrisse esplicitamente con questo titolo gli atti del sinodo patriarcale del 1831, come pure di quelli successivi. Un tentativo del patriarca Massimo III Mazloum di rendere indipendente la sede di Jbeil fallì per l'opposizione di Riashi, che appellò alla Santa Sede.
La crisi sorta nel patriarcato dopo la morte di Riashi, fu risolta da papa Leone XIII nel 1881 con la nomina di Meletios Fakak. Nella bolla di nomina si fa esplicita menzione del doppio titolo Berytensis et Gibailensis, che rappresentò una conferma ufficiale e definitiva dell'unione delle due sedi.

### Sede di Beirut
L'eparchia di Beirut è un'antica sede bizantina, elevata al rango di arcieparchia con il concilio di Calcedonia nel V secolo.
L'eparchia greco-cattolica nasce ufficialmente nel 1724, dopo che il patriarcato di Antiochia si era diviso in due rami, quello greco-ortodosso e quello greco-cattolico (o melchita).
Tuttavia già nel 1701 il vescovo greco di Beirut, Silvestro Dahan, aveva inviato a Roma una professione di fede cattolica, rinnovata l'anno seguente. Quelli erano anni in cui il cattolicesimo faceva grandi progressi tra le file dei greci nelle città della costa libanese, dove più radicata era la presenza di cristiani di rito bizantino, e questo soprattutto grazie all'opera missionaria dei gesuiti e dei cappuccini.
Grande impulso alla diffusione del cattolicesimo a Beirut e nei territori circostanti fu la fondazione dell'ordine basiliano soarita, che agli inizi della loro storia ebbero la maggior parte dei monasteri proprio nel territorio beritense. Apparteneva a questo ordine Athanasios Dahan, vescovo cattolico di Beirut e futuro patriarca, che per primo organizzò la nuova diocesi cattolica.
Con il suo successore Basilios Jelghaf fu costruita la cattedrale su un terreno di proprietà dei soariti. Un contenzioso tra l'Ordine e il vescovo Ignace Sarrouf circa la proprietà immobiliare della cattedrale costrinse la Santa Sede ad intervenire per dare ragione al vescovo (1784).
Il vescovo Agapios Riashi fu uno dei più accesi oppositori all'introduzione del calendario gregoriano voluta dal patriarca Maximos III Mazloum. A Riashi si deve la ricostruzione della cattedrale in forme più imponenti e con ricche decorazioni interne tra cui un'iconostasi in marmo; questa chiesa fu demolita nel Novecento per esigenza urbanistiche.
Alla morte di Agapios Riashi nel 1878 la comunità melchita si divise sulla scelta del suo successore. I soariti, che finora aveva dato tutti i vescovi di Beirut e che consideravano la sede come un loro feudo, vivevano un momento difficile e non avevano monaci preparati per l'episcopato. Il patriarca Gregorios II Youssef-Sayour era damasceno ed i melchiti di Beirut temevano che finisse per imporre un vescovo nativo di Damasco. Alla fine ebbe la meglio la Santa Sede, a cui si era fatto ricorso, che con il breve Occasione electionis di papa Leone XIII del 16 agosto 1881, scelse Meletios Fakak trasferendolo dalla sede di Zahleh e nominandolo arcieparca di Beirut e Jbeil. Fakak fece il suo ingresso solenne solo il 30 settembre 1882; nel frattempo gli abitanti s'erano rassegnati ad accettare un damasceno ed i soariti un vescovo secolare.
Lo stesso breve apostolico rappresentò la conferma ufficiale e definitiva del rango metropolitano della sede di Beirut e della sua unione con la sede di Jbeil.
Nel 1969 ha ceduto una porzione di territorio all'arcieparchia di Tripoli.

## Cronotassi dei vescovi
Si omettono i periodi di sede vacante non superiori ai 2 anni o non storicamente accertati.

### Vescovi di Jbeil
- Demetrios Kioumgi † (1759 - luglio 1779 deceduto)
- Clemente Tabib (Badra?) † (gennaio 1789 - 1802 deceduto)

### Vescovi di Beirut
- Néophytos † (1714 - 1735/1736 deceduto)
- Athanasios Dahan, B.C. † (16 gennaio 1736 - 9 luglio 1764 confermato patriarca di Antiochia)
- Basilios Jelghaf, B.C. † (23 luglio 1764[7] - 1777 deceduto)
- Ignace Sarrouf, B.C. † (8 luglio 1778 consacrato - 21 febbraio 1812 eletto patriarca di Antiochia)
- Théodose Badrah, B.C. † (1814 - 2 novembre 1822 deceduto)
- Flavianos (Ignatius) Dahan, B.C. † (26 dicembre 1822 consacrato - 9 luglio 1824 deceduto)
  - Sede vacante (1824-1829)

### Arcivescovi di Beirut e Jbeil
- Jacques (Agapios) Riashi, B.C. † (20 aprile 1829[8] - 21 maggio 1878 deceduto)
- Meletios Fakak † (16 agosto 1881 - 16 luglio 1904 deceduto)
- Onesimo (Attanasio) Sawaya, B.S. † (5 febbraio 1905 - 6 aprile 1919 deceduto)
- Policarpo (Basilio) Cattan, B.C. † (11 febbraio 1921 - 14 luglio 1933 dimesso)
- Maximos Sayegh, S.M.S.P. † (30 agosto 1933 - 30 ottobre 1947 eletto patriarca di Antiochia)
- Philippe Nabaa, S.M.S.P. † (17 settembre 1948 - 17 agosto 1967 deceduto)
- Grégoire Haddad † (9 settembre 1968 - 19 agosto 1975 dimesso)
- Habib Bacha, S.M.S.P. † (23 agosto 1975 - 23 novembre 1999 deceduto)
- Joseph Kallas, S.M.S.P. (15 gennaio 2000 - 15 giugno 2011 ritirato)
- Cyrille Salim Bustros, S.M.S.P. (15 giugno 2011 - 24 novembre 2018 ritirato)
- Georges Bacouni, dal 24 novembre 2018

## Statistiche
L'arcieparchia nel 2022 contava 200.000 battezzati.
| anno | popolazione | popolazione | popolazione | presbiteri | presbiteri | presbiteri | presbiteri                | diaconi | religiosi | religiosi | parrocchie |
| anno | battezzati  | totale      | %           | numero     | secolari   | regolari   | battezzati per presbitero | diaconi | uomini    | donne     | parrocchie |
| ---- | ----------- | ----------- | ----------- | ---------- | ---------- | ---------- | ------------------------- | ------- | --------- | --------- | ---------- |
| 1949 | 25.000      | ?           | ?           | 41         | 16         | 25         | 609                       |         |           |           | 40         |
| 1958 | 35.000      | 500.000     | 7,0         | 50         | 23         | 27         | 700                       |         |           |           | 44         |
| 1969 | ?           | 80.000      | ?           | 83         | 29         | 54         | ?                         |         | 124       | 90        | 56         |
| 1980 | 115.000     | ?           | ?           | 93         | 33         | 60         | 1.236                     | 1       | 90        |           | 63         |
| 1990 | 150.000     | ?           | ?           | 138        | 45         | 93         | 1.086                     |         | 167       | 222       | 73         |
| 1999 | 200.000     | ?           | ?           | 71         | 61         | 10         | 2.816                     |         | 132       | 293       | 78         |
| 2000 | 200.000     | ?           | ?           | 68         | 58         | 10         | 2.941                     |         | 72        | 134       | 70         |
| 2001 | 200.000     | ?           | ?           | 65         | 55         | 10         | 3.076                     |         | 70        | 178       | 73         |
| 2002 | 200.000     | ?           | ?           | 74         | 56         | 18         | 2.702                     |         | 78        | 186       | 73         |
| 2003 | 200.000     | ?           | ?           | 86         | 56         | 30         | 2.325                     |         | 79        | 183       | 114        |
| 2004 | 200.000     | ?           | ?           | 91         | 61         | 30         | 2.197                     |         | 80        | 183       | 116        |
| 2006 | 200.000     | ?           | ?           | 93         | 63         | 30         | 2.150                     |         | 71        | 190       | 139        |
| 2009 | 200.000     | ?           | ?           | 148        | 62         | 86         | 1.351                     | 1       | 120       | 149       | 121        |
| 2012 | 200.000     | ?           | ?           | 129        | 55         | 74         | 1.550                     | 1       | 118       | 178       | 121        |
| 2015 | 200.000     | ?           | ?           | 114        | 60         | 54         | 1.754                     | 1       | 83        | 179       | 83         |
| 2018 | 200.000     | ?           | ?           | 122        | 61         | 61         | 1.639                     | 1       | 110       | 183       | 91         |
| 2020 | 200.000     | ?           | ?           | 121        | 62         | 59         | 1.652                     | 1       | 105       | 181       | 93         |
| 2022 | 200.000     | ?           | ?           | 121        | 62         | 59         | 1.652                     | 1       | 99        | 167       | 90         |